# Еспаева, Дания Мадиевна
Дания Мадиевна Еспаева (каз. Дәния Мадиқызы Еспаева род. 5 марта 1961; Мартукский район, Актюбинской области, Казахская ССР) — казахстанский государственный и политический деятель. С 24 марта 2016 года по настоящее время — Депутат Мажилиса Парламента Республики Казахстан VI, VII, VIII созывов от демократической партии «Ак жол». Заместитель Председателя Мажилиса Парламента Республики Казахстан с 26 марта 2023 года.

## Биография
Дания Мадиевна Еспаева Родилась 5 марта 1961 года в поселке Яйсан, Мартуксткого района Актюбинской области КазССР. Происходит из рода Табын племени Жетыру.
В 1982 году с отличием закончила Алма-Атинский учётно-кредитный техникум.
В 1993 году окончила Казахскую государственную Академию управления г. Алма-Аты по специальности экономист.

## Трудовая деятельность
С 1982 по 1986 годы — Экономист отдела кредитования Актюбинского областного Управления Государственного Банка СССР.
С 1986 по 1987 годы — Старший экономист отдела кредитования Актюбинского областного Управления Государственного Банка СССР.
С 1988 по 1991 годы — Старший экономист отдела денежного обращения областного управления Промстройбанка.
С 1992 по 1995 годы — Главный бухгалтер Актюбинского филиала СО «Туран», заместитель директора Актюбинского филиала СО «Туран».
С 1995 по 1997 годы — Главный специалист, заместитель начальника, и.о. начальника отдела кредитования Актюбинского областного управления Алем Банк Казахстан.
С 1998 по 2005 годы — Заместитель директора по корпоративному бизнесу АО «БТА Банк».
С 2006 по 2014 годы — Директор Актюбинского филиала АО «БТА Банк».
С ноябрь 2014 по март 2016 годы — Директор Актюбинского филиала АО «Казкоммерцбанк».

## Выборные должности, депутатство
С 2008 по 2016 годы — Депутат Актюбинского областного маслихата, Член комиссии по делам семьи и женщин.
С 24 марта 2016 года по настоящее время — Депутат Мажилиса Парламента Республики Казахстан VI, VII, VIII созывов от демократической партии «Ак жол», Член Комитета по финансам и бюджету Мажилиса Парламента РК.
C 23 марта 2023 года - Заместитель Председателя Мажилиса Парламента.

## Кандидат в президенты

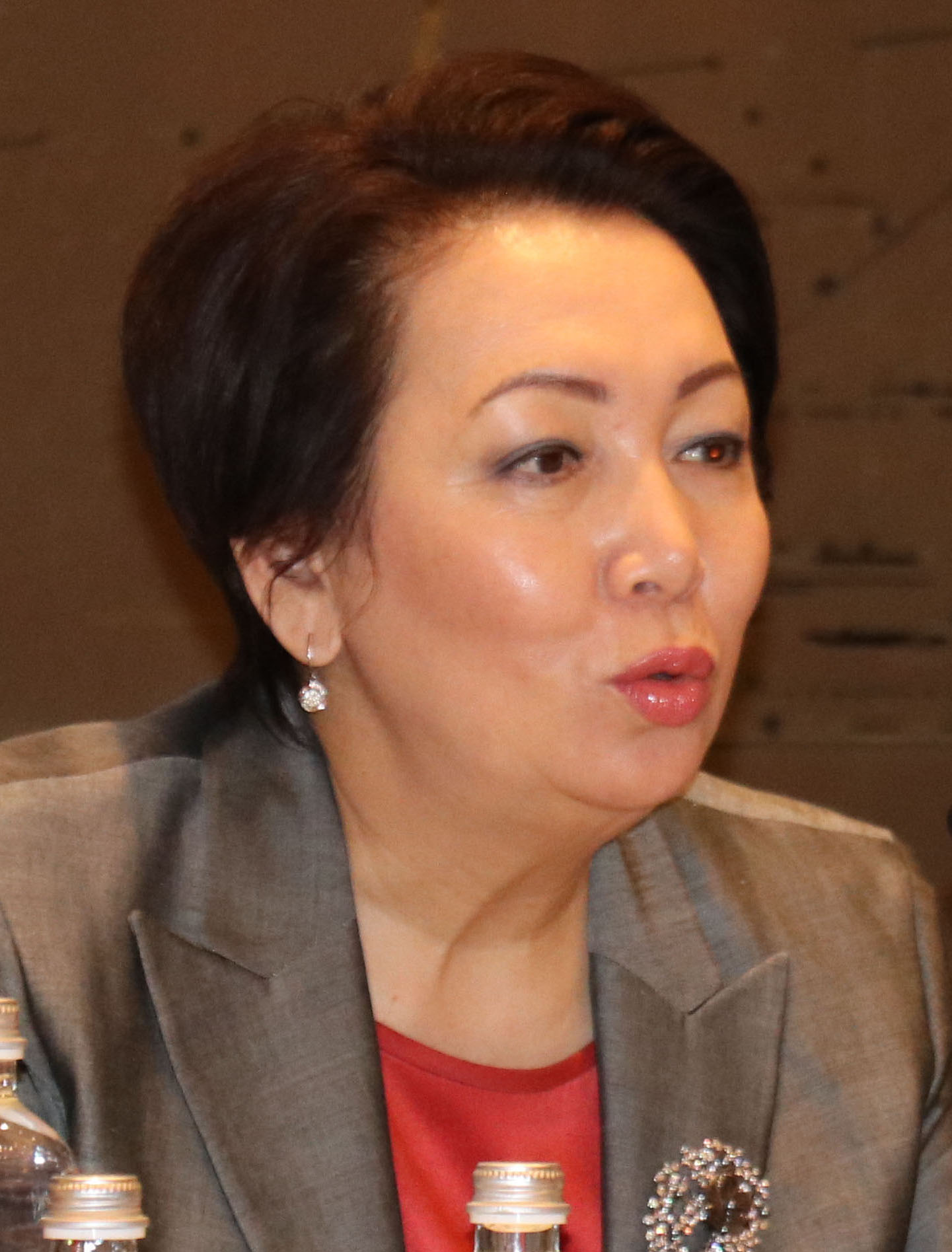
Дания Еспаева на президентских выборах в 2019 году

24 апреля 2019 года на XV внеочередном съезде партии «Ак жол» в городе Нур-Султане стало известно, что в результате голосования делегатов на предстоящих президентских выборах от партии «Ак жол» примет участие первая женщина-кандидат Дания Еспаева.

## Награды
- 2020 (3 декабря) — Орден «Парасат»;[7]
- 2011 — Орден Курмет;[8]
- Государственные юбилейные медали
- 2011 — Медаль «20 лет независимости Республики Казахстан»;
- 2016 — Медаль «25 лет независимости Республики Казахстан»;
- 2021 — Медаль «30 лет независимости Республики Казахстан»;

## Семья
Замужем. Имеет двоих сыновей и двух внуков.